# Anna Kožnikova
Anna Sergeevna Kožnikova (in russo Анна Сергеевна Кожникова?; Razvil'noe, 10 luglio 1987) è una calciatrice russa, difensore del Lokomotiv Mosca, della quale è anche capitano, e della nazionale russa.

## Carriera

### Club
Nata a Razvil'noe, villaggio nell'Oblast' di Rostov, iniziò a giocare a calcio all'età di tredici anni per poi entrare nella rosa dell'Ėnergija Voronež nel 2001. Dopo quattro stagioni all'Ėnergija Voronež, passò prima al Prialit e subito dopo al Rossijanka. Rimase al Rossijanka fino alla fine della stagione 2016, vincendo per cinque volte la Vysšij Divizion, massima serie del campionato russo, arrivando cinque volte al secondo posto in campionato, vincendo per cinque volte la Coppa di Russia. Dopo aver esordito in UEFA Women's Cup nell'edizione 2004-2005 con la maglia dell'Ėnergija Voronež, disputò ben 35 partite nella massima competizione UEFA con la maglia del Rossijanka, realizzando due reti. All'inizio della stagione 2017 passò al CSKA Mosca, di cui venne nominata capitano.

### Nazionale
Nel 2005 esordì sia con la maglia della nazionale russa under-19, con cui disputò e vinse i campionati europei 2005. Nel 2006 fece parte della nazionale russa under-20 che partecipò al campionato mondiale di categoria organizzato in Russia, andando a rete per due volte. Nello stesso 2006 fece il suo esordio con la nazionale maggiore nell'ultima partita del girone di qualificazione al campionato mondiale 2007, partita persa in casa contro la Germania. Nel 2009 venne convocata nella rosa della squadra che partecipò al campionato europeo, disputatosi in Finlandia e nel quale la Russia venne eliminata al termine della fase a gironi con zero punti conquistati in tre partite. Dopo aver disputato sette partite e realizzato una rete nelle qualificazioni al campionato europeo 2017, è stata convocata dalla selezionatrice Elena Fomina per fare parte della squadra partecipante al campionato europeo 2017.

## Palmarès

### Club
- Campionato russo: 5

Rossijanka: 2005, 2006, 2010, 2011-2012, 2016
- Coppa di Russia: 6

Rossijanka: 2005, 2006, 2008, 2009, 2010
Lokomotiv Mosca: 2020

### Nazionale
- Campionato europeo femminile Under 19 di calcio: 1

2005